# National Basketball Association 1960/1961
National Basketball Association 1960/1961 var den 15:e säsongen av den amerikanska proffsligan i basket. Säsongen inleddes den 19 oktober 1960 och avslutades den 12 mars 1961 efter 316 seriematcher, vilket gjorde att samtliga åtta lagen spelade 79 matcher var.
Tisdagen den 11 april 1961 vann Boston Celtics sin fjärde NBA-titel efter att ha besegrat St. Louis Hawks med 4-1 i matcher i en finalserie i bäst av 7 matcher.
All Star-matchen spelades den 17 januari 1961 i Onondaga County War Memorial Coliseum i Syracuse, New York. Western Division vann matchen över Eastern Division med 153-131.
Los Angeles Lakers gjorde sin första säsong i NBA efter flytten från Minneapolis.

## Grundserien
Not: V = Vinster, F = Förluster, PCT = Vinstprocent
- Lag i GRÖN färg till en slutspelserie.
- Lag i RÖD färg har spelat klart för säsongen.

| Lag                   | V  | F  | PCT  |
| --------------------- | -- | -- | ---- |
| Boston Celtics        | 57 | 22 | .722 |
| Philadelphia Warriors | 46 | 33 | .582 |
| Syracuse Nationals    | 38 | 41 | .481 |
| New York Knicks       | 21 | 58 | .266 |

| Lag                | V  | F  | PCT  |
| ------------------ | -- | -- | ---- |
| St. Louis Hawks    | 51 | 28 | .646 |
| Los Angeles Lakers | 36 | 43 | .456 |
| Detroit Pistons    | 34 | 45 | .430 |
| Cincinnati Royals  | 33 | 46 | .418 |

## Slutspelet
De tre bästa lagen i den östra och västra division gick till slutspelet. Där möttes tvåorna och treorna i kvartsfinalserier (divisionssemifinal) i bäst av 5 matcher. De vinnande lagen i kvartsfinalerna mötte divisionsvinnarna i semifinalserier (divisionsfinal). Semifinalerna och NBA-finalen avgjordes i serier i bäst av 7 matcher.
|  | Divisionssemifinaler | Divisionssemifinaler | Divisionssemifinaler |             |   | Divisionsfinaler | Divisionsfinaler | Divisionsfinaler |  |  | NBA-final | NBA-final | NBA-final |
|  |                      |                      |                      |             |   |                  |                  |                  |  |  |           |           |           |
|  |                      |                      |                      |             |   |                  |                  |                  |  |  |           |           |           |
|  |                      | 1                    | St. Louis            | 4           |   |                  |                  |                  |  |  |           |           |           |
|  | Western Division     | 1                    | St. Louis            | 4           |   |                  |                  |                  |  |  |           |           |           |
|  |                      |                      | 2                    | L.A. Lakers | 3 |                  |                  |                  |  |  |           |           |           |
|  | 3                    | Detroit              | 2                    | L.A. Lakers | 3 | 2                |                  |                  |  |  |           |           |           |
|  | 3                    | Detroit              |                      |             |   | 2                |                  |                  |  |  |           |           |           |
|  | 2                    | L.A. Lakers          | 3                    |             |   |                  |                  |                  |  |  |           |           |           |
|  |                      |                      |                      |             |   |                  |                  |                  |  |  | W1        | St. Louis | 1         |
|  |                      |                      | E1                   | Boston      | 4 |                  |                  |                  |  |  |           |           |           |
|  |                      |                      |                      |             |   |                  |                  |                  |  |  |           |           |           |
|  |                      |                      |                      |             |   |                  |                  |                  |  |  |           |           |           |
|  |                      | 1                    | Boston               | 4           |   |                  |                  |                  |  |  |           |           |           |
|  | Eastern Division     | 1                    | Boston               | 4           |   |                  |                  |                  |  |  |           |           |           |
|  |                      |                      | 3                    | Syracuse    | 1 |                  |                  |                  |  |  |           |           |           |
|  | 3                    | Syracuse             | 3                    | Syracuse    | 1 | 3                |                  |                  |  |  |           |           |           |
|  | 3                    | Syracuse             |                      |             |   | 3                |                  |                  |  |  |           |           |           |
|  | 2                    | Philadelphia         | 0                    |             |   |                  |                  |                  |  |  |           |           |           |

### NBA-final
Boston Celtics mot St Louis Hawks
| Match   | Datum    | Hemmalag | Bortalag | Resultat  |
| ------- | -------- | -------- | -------- | --------- |
| Match 1 | 2 april  | Boston   | St Louis | 129 - 95  |
| Match 2 | 5 april  | Boston   | St Louis | 116 - 108 |
| Match 3 | 8 april  | St Louis | Boston   | 124 - 120 |
| Match 4 | 9 april  | St Louis | Boston   | 104 - 119 |
| Match 5 | 11 april | Boston   | St Louis | 121 - 112 |

Boston Celtics vann finalserien med 4-1 i matcher